# Téos (pharaon)
Pour les articles homonymes, voir Téos.
Téos (Tachos), est associé au trône de son père Nectanébo Ier depuis 365 av. J.-C., puis pharaon seul de 362 av. J.-C. à 360 av. J.-C..

## Règne
C'est de son époque que date le développement du tombeau de Pétosiris à Tounah el-Gebel, nécropole d'Hermopolis Magna l'antique Khéménou, « la ville des huit ».
Il dut faire face à une nouvelle menace d'invasion perse ; en effet l'empire achéménide qui s'était repris à la suite de difficultés dynastiques et d'une révolte des territoires conquis, avait peu à peu repris sa politique impériale matant toute résistance par la force et finalement tourna à nouveau son regard vers l'Égypte. Pour faire face à ce nouveau péril, Téos préleva de lourdes taxes notamment auprès des temples afin de battre monnaie pour pouvoir payer des contingents de mercenaires grecs. Il leva également une armée dans le pays et marcha avec ses alliés contre les Perses avant que leur troupes ne se rapprochent trop du Double pays. Toutes ces mesures lui attirèrent une impopularité telle que Nakhthorhebyt, le futur Nectanébo II, dut rentrer en Égypte afin de circonscrire la révolte grandissante.
Il  laissa la régence du pays à son frère Tjahépimou alors prince de Mendès qui, profitant du mécontentement général contre Téos, fit proclamer roi son fils Nectanébo II, non sans l'aide d'Agésilas II, roi de Sparte. Téos fut forcé de s'enfuir auprès du Grand Roi, en Perse.
C'est sous son règne que commence la frappe de statère d'or en Égypte.